# 茶胸斑啄木鸟
，是䴕形目啄木鸟科的一种鸟类。

## 特征
茶胸斑啄木鸟体重约44.93克，翼长约104.9毫米，嘴峰长约22.8毫米，喙宽度约6.4毫米，喙厚度约6.4毫米，跗蹠长约18.7毫米，尾长约65.5毫米。茶胸斑啄木鸟在其分布区内为留鸟，其栖息在半开放的高大树木组成的森林中，食性为肉食性，主要食物来源是陆生无脊椎动物。

## 亚种
- ：分布于巴基斯坦北部、印度西北部（喜马偕尔邦）和尼泊尔西部。
- ：分布于尼泊尔中部至缅甸北部和印度东部半岛（奥里萨邦和安得拉邦）。[4]